# Juke Box Jamboree
Juke Box Jamboree (em português: A Vitrola Maluca) é um desenho animado produzido pela Walter Lantz Productions em 1942 pela Universal Pictures, que foi lançado em 27 de julho de 1942.

## Sinopse
Dentro do Zowie Cafe, um ratinho dentro da parede tenta dormir, mas é incomodado por música no ambiente vinda de uma jukebox, que toca ritmos latinos. Ele sai de sua toca para desligar a máquina, mas acidentalmente é arremessado para dentro de um drink, que deixará o rato embriagado. A partir desse momento o rato passa a ver fantasmas que saem das garrafas e executam uma rumba ao estilo de Xavier Cugat, enquanto um casal de tartarugas dança, uma lagosta com aparência de Carmen Miranda canta em espanhol, três palitos de fósforo em forma de homem fazem backing vocal e um cacto se diverte junto do rato, que em seguida volta a dormir feliz em sua toca.
Os fantasmas são inspirados no desenho Lonesome Ghosts, de 1938, do Mickey Mouse.